# Nikolai Kashirin
Nikolai Kashirin (Verkhneouralsk, 16 de febrero de 1888 - Moscú, 14 de junio de 1938) fue un militar ruso.

## Biografía
En la Primera Guerra Mundial, sirvió en el Ejército Imperial Ruso.
En junio de 1937, Nikolai Kashirin fue juez en el caso Tukhachevsky/Caso de la Organización Militar Trotskista Antisoviética siendo presidido el tribunal por Vasili Úlrij y formado por los mariscales Vasili Blücher, Semión Budionni y los generales Yákov Álksnis, Borís Sháposhnikov, Iván Belov, Pável Dybenko y el propio Nikolái Kashirin.
Él mismo fue ejecutado el 14 de junio de 1938.

## Recompensas
Fue condecorado con la Orden de San Vladimir y la Orden de Santa Ana, así como con la Orden de la Bandera Roja.